# Schönewalde
Schönewalde è una città del Brandeburgo, in Germania.
Appartiene al circondario dell'Elba-Elster (targa EE).

## Geografia antropica

### Suddivisioni amministrative
Schönewalde si divide in 11 zone (Ortsteil), corrispondenti all'area urbana e a 10 frazioni:
- Schönewalde (area urbana)
- Ahlsdorf
- Bernsdorf
- Brandis
- Dubro
- Grassau
- Jeßnigk
- Knippelsdorf
- Stolzenhain
- Wiepersdorf
- Wildenau

## Società

### Evoluzione demografica
- Sviluppo della popolazione dal 1875 entro gli attuali confini (Linea Blu: Popolazione; Linea puntata: Confronto dello sviluppo della popolazione dello stato del Brandenburgo; Sfondo grigio: Ai tempi del governo nazista; Sfondo rosso: Al tempo del governo comunista)
- Sviluppo recente della popolazione (Linea blu) e previsioni

| Anno | Abitanti |
| ---- | -------- |
| 1875 | 4 978    |
| 1890 | 5 003    |
| 1910 | 4 790    |
| 1925 | 4 765    |
| 1933 | 4 593    |
| 1939 | 4 379    |
| 1946 | 6 616    |
| 1950 | 6 466    |
| 1964 | 5 155    |
| 1971 | 5 002    |
| 1981 | 4 449    |

| Anno | Abitanti |
| ---- | -------- |
| 1985 | 4 313    |
| 1989 | 4 190    |
| 1990 | 4 163    |
| 1991 | 4 089    |
| 1992 | 4 068    |
| 1993 | 4 048    |
| 1994 | 4 037    |
| 1995 | 4 055    |
| 1996 | 3 994    |
| 1997 | 4 012    |

| Anno | Abitanti |
| ---- | -------- |
| 1998 | 3 998    |
| 1999 | 3 948    |
| 2000 | 3 939    |
| 2001 | 3 903    |
| 2002 | 3 847    |
| 2003 | 3 794    |
| 2004 | 3 765    |
| 2005 | 3 702    |
| 2006 | 3 634    |
| 2007 | 3 505    |

| Anno | Abitanti |
| ---- | -------- |
| 2008 | 3 418    |
| 2009 | 3 352    |
| 2010 | 3 307    |
| 2011 | 3 236    |
| 2012 | 3 187    |
| 2013 | 3 164    |
| 2014 | 3 136    |
| 2015 | 3 115    |
| 2016 | 3 085    |
| 2017 | 3 055    |

| Anno | Abitanti |
| ---- | -------- |
| 2018 | 3 040    |
| 2019 | 3 006    |
| 2020 | 3 056    |

Fonti dei dati sono nel dettaglio nelle Wikimedia Commons..

## Amministrazione

### Gemellaggi
Schönewalde è gemellata con:
- Marienmünster